# Индустријска зона Понтебана (Порденоне)
Индустријска зона Понтебана је насеље у Италији у округу Порденоне, региону Фурланија-Јулијска крајина.
Према процени из 2011. у насељу је живело 11 становника. Насеље се налази на надморској висини од 44 м.